# Tiefenschwindel
Tiefenschwindel. Die endlose und die beendbare Psychoanalyse ist ein Sachbuch des Wissenschaftsjournalisten Dieter E. Zimmer. Es erschien erstmals 1986 im Rowohlt Verlag, gefolgt 1990 von einer überarbeiteten und erweiterten Taschenbuch-Ausgabe. Insgesamt erreichte das Buch eine Auflage von 34.000 Exemplaren.

## Inhalt
Das Buch ist eine Kritik der Psychoanalyse, deren Kernaussagen empirisch unhaltbar seien und nicht dem modernen Kenntnisstand entsprächen. Die Freud’schen Theorien seien nicht objektivierbar und unterlägen Suggestionseffekten. Die Psychoanalyse versuche, sich gegen Kritik zu immunisieren. Ein Grund für ihren Erfolg liege in der Verwendung eines imponierenden Jargons, dem es nicht auf Korrelationen und Signifikanzen ankomme, sondern der seinen Adepten Erleuchtungserlebnisse verheiße. Sie biete einen Denkstil, „in dem sich unbekümmert um Tatsachen theoretisieren läßt“ (S. 30). Zimmers Fazit ist, dass die Psychoanalyse kein realistisches Modell der menschlichen Psyche bereitstelle und auch keine vernünftige Aussicht bestehe, dass sich erhebliche Teile von ihr noch retten lassen könnten (S. 366). Bereits 1982 hatte er in der Wochenzeitung Die Zeit die Psychoanalyse als „Aberglauben des Jahrhunderts“ bezeichnet.

## Rezeption
Das Buch wurde unter anderem kritisiert, weil es Primärquellen sinnentstellt zitiere und unsachlich argumentiere. Bemängelt wurde auch eine „anstandsdamenhafte Entrüstung“ Zimmers über die „Pimmel-Philosophie“ der Psychoanalytiker. Außerdem wurde das Buch als Beispiel für „Freud-Bashing“ bezeichnet.
Es gab jedoch auch positive Stimmen, die Zimmer bescheinigten, die psychoanalytische Literatur genau gelesen und wichtige Erkenntnisse aus Nachbarwissenschaften wie Ethnologie, Psychobiologie und Sozialpsychologie in die Diskussion eingebracht zu haben. Auch Kritiker Zimmers räumten ein, dass sich Psychoanalytiker verstärkt um die empirische Absicherung ihrer Theorien bemühen sollten. Der Psychologe Hans Jürgen Eysenck bezeichnete es als ein wichtiges und sehr empfehlenswertes Buch, das einen Wendepunkt im Verhältnis der deutschen Intellektuellen zur Psychoanalyse darstellen könnte. Horst Wolfgang Boger hielt es in einer 1988 erschienenen Rezension für ein empfehlenswertes und beeindruckendes Buch, das auch wissenschaftlichen Ansprüchen vollauf genüge, und eine der besten Arbeiten, die über die Psychoanalyse verfasst worden seien. Marcel Reich-Ranicki bemerkte über das Buch, es habe ihn nicht ganz überzeugt, doch er habe es mit Gewinn und Genuss gelesen.

## Buchausgaben
- Dieter E. Zimmer: Tiefenschwindel. Die endlose und die beendbare Psychoanalyse. Rowohlt, Reinbek bei Hamburg 1986, ISBN 3-498-07653-1.
  - überarbeitete Ausgabe: Rowohlt, Reinbek bei Hamburg 1990, ISBN 3-499-18775-2.